# Piaski (Trzebinia)
Piaski – osiedle miasta Trzebinia, w powiecie chrzanowskim, w województwie małopolskim.